# انتخابات برشلونة الرئاسية 2021
جرت انتخابات برشلونة الرئاسية لعام 2021 في 7 مارس 2021 لانتخاب الرئيس الثاني والأربعين للنادي.

## تاريخ
كان في البداية من المقرر إجراء الانتخابات في 24 يناير 2021 ولكن تم تأجيلها لاحقًا بسبب زيادة حالات كوفيد-19 في إسبانيا في شهر يناير. كان كارليس توسكيتس هو الرئيس المؤقت السابق للنادي الذي تولى المسؤولية خلفًا لجوسيب ماريا بارتوميو بعد استقالة الأخير في 27 أكتوبر 2020. ومع ذلك، لم يتنافس توسكيتس في الانتخابات حيث تنافس 9 مرشحين على رئاسة النادي.، ومن بين هؤلاء كان رئيس النادي السابق خوان لابورتا وفيكتور فونت وإميلي روسود وتوني فريكسا وجوردي فاري وأوغستي بينيديتو وتشافي فيلاخونا ولويس فرنانديز وبيري رييرا.
من أجل التقدم إلى الانتخابات الرئيسية، كان على المرشحين جمع ما لا يقل عن 2257 توقيعًا من أعضاء النادي، وتمكن جوان لابورتا وفيكتور فونت وتوني فريكسيا فقط من جمع هذا العدد أو أكثر. في 6 مارس أي قبل يوم واحد من الانتخابات، تلقى النادي إجمالي 20663 صوتًا عن طريق البريد في وقت مبكر وذلك لأن هؤلاء الأعضاء لم يرغبوا في التصويت في مراكز الاقتراع. تم الإدلاء بالأصوات المتبقية في 7 مارس. فاز جوان لابورتا بسهولة ليعود لرئاسة نادي برشلونة بعدما حصل على 54.28% من الأصوات، وجاء فيكتور فونت في المركز الثاني بنسبة 29.99% من الأصوات، وجاء توني فريكسا في المركز الثالث (الأخير) بنسبة 8.58% فقط من الأصوات.